# Mine La Motte
Mine La Motte es un lugar designado por el censo ubicado en el condado de Madison en el estado estadounidense de Misuri. En el Censo de 2010 tenía una población de 348 habitantes y una densidad poblacional de 39,88 personas por km².

## Geografía
Mine La Motte se encuentra ubicado en las coordenadas 37°36′51″N 90°17′47″O / 37.61417, -90.29639. Según la Oficina del Censo de los Estados Unidos, Mine La Motte tiene una superficie total de 8.73 km², de la cual 8.47 km² corresponden a tierra firme y (2.91%) 0.25 km² es agua.

## Demografía
Según el censo de 2010, había 348 personas residiendo en Mine La Motte. La densidad de población era de 39,88 hab./km². De los 348 habitantes, Mine La Motte estaba compuesto por el 97.7% blancos, el 0% eran afroamericanos, el 0.57% eran amerindios, el 0% eran asiáticos, el 0% eran isleños del Pacífico, el 1.15% eran de otras razas y el 0.57% pertenecían a dos o más razas. Del total de la población el 1.15% eran hispanos o latinos de cualquier raza.